# Saint-Quentin-de-Blavou
Saint-Quentin-de-Blavou és una municipi francès situat al departament de l'Orne, a la regió de Normandia.

## Geografia
El municipi està situat a 48° 28′ 16″ de latitud nord i 0° 25′ 05″ de longitud est. Està entre 150 i 215 metres sobre el nivell del mar. El municipi té 6,46 km². Està dins el Cantó de Pervenchères, al districte de Montagne-au-Perche. Forma part de la Comunitat de comunes del Pays de Pervenchères. El seu codi postal és el 61360.

## Demografia
1793 - 308 habitants
1841 - 303 habitants
1891 - 190 habitants
1946 - 131 habitants
1962 - 116 habitants
1975 - 77 habitants
1999 - 78 habitants